# توهم کوتارد
نشانگان کوتارد یا توهم کوتارد (به انگلیسی: Cotard Delusion) نام یک بیماری روانی بسیار نادر است که در آن بیمار به این باور دارد که مرده‌است یا وجود ندارد، بدنش در حال متعفن شدن است، یا بدنش خالی از امحا و احشا و خون است. در برخی موارد بیمار به این معتقد است که بوی گوشت فاسد را استشمام می‌کند یا حتی ممکن است فکر کند که نامیراست. این بیماری با نام‌های نشانگان کوتارد یا  نشانگان مرده متحرک نیز شناخته می‌شود.
نخستین بار ژول کوتارد، روان‌پزشک و عصب‌شناس فرانسوی، در سال ۱۸۸۰ این نشانگان را در یکی از مراجعان خود (که کوتارد از او در یادداشت‌هایش به نام مادمازل X یاد می‌کرد) گزارش کرد. گرچه او اولین فردی نبود که این سندروم را تجربه می‌کرد و در سال ۱۷۸۸ میلادی نیز در پیرزنی دیگر مشاهدات مشابهی حاصل شده بود. ولی به این دلیل که هیچ مطالعات یا تحقیقی بر روی آن پیر زن تا زمان مرگش انجام نشد و تقریباً فردی جز خانوادهٔ او از این موضوع تا قبل از کشف این نشانگان اطلاعی نداشت این نشانگان با مادمازل X شناخته شد.

## علل و نشانه‌ها
توهم کوتارد ممکن است در اثر افسردگی‌های شدید و برخی اختلالات روانی رخ دهد. همچنین، این بیماری می‌تواند با سایر بیماری‌های روانی و برخی آسیب‌های نورولوژیک همراه شود؛ هرچند که علت اصلی این بیماری مشخص نیست. در تحقیقات بسیاری مشخص شده‌است که میانگین سنی افرادی که با این بیماری درگیر هستند در حدود ۵۰ سال است؛ با این حال ممکن است کودکان و نوجوانان نیز به این بیماری مبتلا شوند؛ در بیماران کمتر از ۲۵ سال معمولاً اختلال دوقطبی نیز مشاهده می‌شود. تجربیات نشان می‌دهد احتمال ابتلا به توهم کوتارد در زنان بیشتر است.
به نظر می‌رسد این بیماری بیشتر در افرادی رخ می‌دهد که فکر می‌کنند که مشخصات فردیشان بیشتر از محیط بر رفتارشان تأثیرگذار است؛ در افرادی که بر این اعتقادند که محیط بر رفتار آنان تأثیر می‌گذارد، نوعی بیماری تقریباً مشابهی به نام "نشانگان کاپگراس" در آنان محتمل است. در این بیماری فرد معتقد است که دوستان و خویشاوندان او با "مشابهان وانمود کننده" عوض شده‌اند. این دو بیماری ممکن است با هم ظاهر شوند. وضعیت سلامت روحی نیز در ابتلا به این بیماری نیز مؤثر است تعدادی از بیماری‌های خاص مانند کاتاتونیا، اسکیزوفرنی، اختلال چند شخصیتی، افسردگی سایکوتیک و بیماری‌های جسمی مانند عفونت مغزی، تومور مغزی، زوال عقل یا دمانس، صرع، میگرن، مالتیپل اسکلروزیس یا ام. اس، پارکینسون، سکته مغزی و سایر آسیب‌های شدید مغزی نیز خطر ابتلا به توهم کوتارد را افزایش می‌دهد.
بیماران مبتلا به این سندرم نادر بر این باورند که خود یا ارگان‌های بدن و اندام‌هایشان مرده‌اند یا وجود ندارند همچنین ممکن است بر این اعتقاد باشند نامیرا هستند. این افراد به حمام نمی‌روند و در بعضی مواقع از خوردن غذا پرهیز می‌کنند؛ علت مرگ برخی از آنان به علت ضعف مفرط ناشی از کم غذایی است. همچنین به دلیل اعتقادات نادرست ممکن است این افراد به خودکشی دست بزنند.

## تاریخچه
این بیماری در کنفرانسی در اواخر دهه ۸۰ قرن نوزدهم در پاریس و توسط عصب‌شناسی فرانسوی به نام "ژول کوتارد" معرفی شد. او در سال ۱۸۸۲ با پرونده ای روبرو شد که در آن بیمار مورد نظرزنی بود که وجود خدا، شیطان و اعضای بدن خودش را انکار می‌کرد و اعتقاد به اینکه برای زنده ماندن به غذا نیاز دارد نداشت.
این عصب‌شناس، که از بیمار در یادداشت‌هایش به نام مادمازل ایکس نام برده‌است در مورد ویژگی‌های او توصیف می‌کند. بیمار باور داشت که مغز، سیستم عصبی معده و روده‌ای ندارد؛ با این وجود او اعتقاد داشت که وجودش جاودانی و نامیراست. به دلیل همین اعتقاد، او حتی زمانی که برای وی غذا می‌آوردند، از خوردن امتناع می‌کرد؛ پس مدتی مادموازل ایکس به دلیل ضعف ناشی از گرسنگی مفرط درگذشت. پس از کشف نشانگان مرده متحرک توسط ژول کوتارد نام این بیماری توهم کوتارد یا نشانگان کوتارد نامگذاری شد.

### در ایران
سال‌ها پیش در بیمارستان شهید بهشتی کرمان گزارشی توسط دکتر توفانی و دکتر علیرضا غفاری نژاد منتشر شد گزارشی که در مورد یک مرد ۳۲ ساله بود که در بیمارستان شهید بهشتی کرمان بستری شده بود و علائمی بسیار نزدیک به علائم این سندروم را نشان می‌داد. علائم او با ناآرامی و احساسات عجیب شروع می‌شود و کمی بعد حس می‌کند که کل بدنش تغییر پیدا کرده‌است و سرانجام ادعا می‌کند که مرده و دلیل مرگش هم گناهانش بوده‌است. او ادعا می‌کند که بعد از مرگ گاهی آرواره اش به صورت خودکار تکان می‌خورد و تبدیل به یک سگ شده‌است و دخترانش تبدیل به گوسفند شده‌اند البته او سندروم Lycanthropy (توهم تبدیل شدن به حیوانات درنده) را نیز دارا بود. در عین حال او اعتقاد داشت که خدا از او حتی در زمان مرگ محافظت می‌کند و هیچ سمی قادر به آسیب به زدن به او نیست.
حتی وی بر این عقیده بود که روزی یکی از بستگان وی که به منزلش آمده بوده می‌خواسته او را با چای مسموم بکشد ولی از آنجایی که سم قادر به آسیب زدن به او نیست او از این حادثه جان سالم به در برده.

## در ادبیات
در داستان ارثیه میتره موزارد نوشتهٔ پاتریک زوسکیند، نویسنده از شخصی صحبت می‌کند که به خود مرده باوری مبتلا است.